# James Neill
James Neill est un acteur et réalisateur américain né le 29 septembre 1860 à Savannah et mort le 16 mars 1931.
De 1897 jusqu'à sa mort, il est marié à l'actrice Edythe Chapman (1863-1948) qu'il retrouve dans vingt-quatre films. Il tourna beaucoup pour Cecil B. DeMille. Il est inhumé dans le cimetière de Bonaventure à Savannah en Géorgie.

## Filmographie

### Comme acteur

#### Années 1910
- 1913 : The Heart of a Cracksman
- 1913 : The Cracksman's Reformation
- 1913 : The Doctor's Orders : Dr. Garmany
- 1913 : Cross Purposes
- 1913 : Red Margaret, Moonshiner d'Allan Dwan
- 1913 : Bloodhounds of the North d'Allan Dwan
- 1914 : The Lie d'Allan Dwan
- 1914 : Whoso Diggeth a Pit
- 1914 : Just Mother
- 1914 : The Honor of the Mounted d'Allan Dwan
- 1914 : Discord and Harmony d'Allan Dwan
- 1914 : Mrs. Peyton's Pearls
- 1914 : The Political Boss
- 1914 : The Man on the Box : Col. Annesley
- 1914 : Richelieu
- 1914 : Where the Trail Divides : Sam Rowland
- 1914 : Ready Money : Jackson Ives
- 1914 : The Man from Home
- 1914 : Rose of the Rancho de Cecil B. DeMille : Padre Antonio
- 1914 : The Circus Man : Richard Jenison
- 1914 : Cameo Kirby : John Randall
- 1915 : The Goose Girl : Conte Von Herbeck
- 1915 : After Five de Cecil B. DeMille et Oscar Apfel
- 1915 : The Warrens of Virginia de Cecil B. DeMille : Général Warren
- 1915 : The Governor's Lady (en) de George Melford : Daniel Slade
- 1915 : The Woman (en) de George Melford : The Hon. Mark Robertson
- 1915 : The Case of Becky de Frank Reicher : Dr Emerson
- 1915 : The Explorer (en) de George Melford : Dr. Adamson
- 1915 : Mr. Grex of Monte Carlo : Herr Selingman
- 1915 : Forfaiture (The Cheat) de Cecil B. DeMille : Jones
- 1916 : The Ragamuffin : A Broker
- 1916 : Tennessee's Pardner
- 1916 : To Have and to Hold : George Yeardley
- 1916 : La Passerelle (For the Defense) de Frank Reicher : Mr. Webster
- 1916 : Maria Rosa de Cecil B. DeMille
- 1916 : Sweet Kitty Bellairs de James Young : Colonel Villers
- 1916 : The Thousand-Dollar Husband de James Young : Stephen Gordon
- 1916 : A Gutter Magdalene : Goodwin
- 1916 : The Dream Girl de Cecil B. DeMille : Benjamin Merton
- 1916 : The House with the Golden Windows : James Peabody
- 1916 : The Lash : John Du Val
- 1916 : Oliver Twist de James Young : Mr. Brownlow
- 1916 : Jeanne d'Arc (Joan the Woman) de Cecil B. DeMille : Laxart
- 1917 : Betty to the Rescue
- 1917 : The Black Wolf
- 1917 : Those Without Sin : Doctor Wallace
- 1917 : The Prison Without Walls : John Havens
- 1917 : The Bottle Imp
- 1917 : A School for Husbands : Auto Salesman
- 1917 : The Girl at Home : Squire Padgate
- 1917 : La Petite Américaine (The Little Princess) de Cecil B. DeMille et Joseph Levering : Sénateur John Moore
- 1917 : Le Sacrifice de Sato (Forbidden Paths) de Robert Thornby : James Thornton
- 1917 : What Money Can't Buy
- 1917 : On the Level
- 1917 : Ghost House : Jeremy Foster
- 1917 : The Trouble Buster de Frank Reicher : Franz Libelt
- 1917 : Le Talisman (The Devil-Stone) de Cecil B. DeMille : Simpson
- 1918 : Jules of the Strong Heart : Sommerville
- 1918 : The Widow's Might : Red
- 1918 : A Petticoat Pilot : Zoeth Hamilton
- 1918 : Le Rachat suprême (The Whispering Chorus) de Cecil B. DeMille : Channing
- 1918 : Douglas reporter (en) (Say! Young Fellow) de Joseph Henabery : A Kindly Bachelor
- 1918 : L'Illusion du bonheur (We Can't Have Everything) de Cecil B. DeMille : Détective
- 1918 : Sandy : Judge Hollis
- 1918 : Less Than Kin (it) de Donald Crisp : Dr. Nunez
- 1918 : The Girl Who Came Back (en) de Robert G. Vignola : Governor Burton
- 1918 : Women's Weapons : Peter Gregory
- 1918 : Too Many Millions (it) de James Cruze : Mr. Lane
- 1918 : The Way of a Man with a Maid
- 1919 : Peg o' My Heart : Frank O'Connell
- 1919 : The Secret Garden : Ben Weatherstaff
- 1919 : Après la pluie, le beau temps (Don't Change Your Husband) de Cecil B. DeMille : Butler
- 1919 : Les Prétendants de Lucie (en) (Romance and Arabella) de Walter Edwards : Dr Henry
- 1919 : Fires of Faith d'Edward José
- 1919 : Men, Women, and Money de George Melford : Parker Middleton
- 1919 : A Daughter of the Wolf d'Irvin Willat : Juge Burroughs
- 1919 : La Sacrifiée (Her Kingdom of Dreams) de Marshall Neilan : Purdon
- 1919 : His Official Fiancée de Robert G. Vignola : Mr Dundonald
- 1919 : Everywoman de George Melford : Nobody

#### Années 1920
- 1920 : L'Affaire Paliser (The Paliser Case) de William Parke : Cara
- 1920 : The Little Shepherd of Kingdom Come de Wallace Worsley : Major Buford
- 1920 : A Double-Dyed Deceiver d'Alfred E. Green : Senor Urique
- 1920 : Au voleur ! (Stop Thief) de Harry Beaumont
- 1921 : Une voix dans la nuit (A Voice in the Dark) de Frank Lloyd : Edward Small
- 1921 : Bits of Life de James Flood, Marshall Neilan et William J. Scully
- 1921 : Tournant dangereux (Dangerous Curve Ahead) de E. Mason Hopper : Mr. Mabee
- 1922 : Le Détour (Saturday Night), de Cecil B. DeMille : Tompkins
- 1922 : Inconscience (Her Husband's Trademark) de Sam Wood : Henry Strom
- 1922 : The Heart Specialist de Frank Urson : Fernald
- 1922 : Notre premier citoyen (en) d'Alfred E. Green : Honorable Cyrus Blagdon
- 1922 : Dusk to Dawn de King Vidor : John Latham
- 1922 : Le Réquisitoire (Manslaughter) de Cecil B. DeMille : majordome
- 1923 : Nobody's Money de Wallace Worsley : Miller
- 1923 : The World's Applause de William C. de Mille : Valet to Elliott
- 1923 : Scars of Jealousy de Lambert Hillyer : Colonel Meanix
- 1923 : The Lonely Road de Victor Schertzinger : Oncle Billy Austin
- 1923 : Salomy Jane de George Melford : Larabee
- 1923 : Les Dix commandements (The Ten Commandments) de Cecil B. DeMille : Aaron, frère de Moïse (prologue)
- 1923 : The Thrill Chaser d'Edward Sedgwick : Sheik Ussan
- 1924 : A Man's Mate d'Edmund Mortimer : Veraign
- 1925 : Le Courrier rouge (The Crimson Runner) de Tom Forman : Baron Rudolph
- 1925 : Any Woman de Henry King : William Linden
- 1925 : Extra Dry (Thank You) de John Ford : Docteur Cobb
- 1925 : New Brooms de William C. de Mille : Kneeland
- 1926 : A Desperate Moment de Jack Dawn : Peter Dean
- 1927 : Le Roi des rois (The King of Kings) de Cecil B. DeMille : James, frère de John
- 1928 : Love Hungry de Victor Heerman : Pa Robinson
- 1928 : Three-Ring Marriage de Marshall Neilan : Hutch
- 1928 : The Border Patrol de James Patrick Hogan : Lefty Waterman
- 1929 : The Idle Rich de William C. de Mille : Mr Thayer

#### Années 1930
- 1930 : Only the Brave de Frank Tuttle : Vance Calhoun
- 1930 : Shooting Straight de George Archainbaud : Révérend Powell
- 1930 : Man to Man d'Allan Dwan : B.B. Beecham

### Comme réalisateur
- 1913 : The Passerby
- 1913 : The Doctor's Orders
- 1914 : Where the Trail Divides
- 1915 : The Clue